# Sœurs de Notre-Dame de Coesfeld

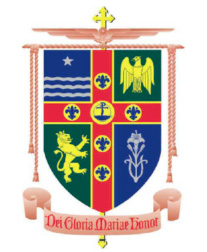
Blason des sœurs de Notre-Dame De Coesfeld

Les Sœurs de Notre-Dame de Coesfeld (SND) forment une congrégation catholique féminine fondée à Coesfeld en Allemagne au milieu du XIXe siècle. C'est en 1849 que deux femmes, Hilligonde Wolbring et Elisabeth Kühling, commencent à s'occuper d'orphelins et d'enfants abandonnés à qui elles donnent une instruction et des soins. Elles fondent ensuite la congrégation des Sœurs de Notre-Dame de Coesfeld pour poursuivre leur travail. Sous le Kulturkampf, les religieuses sont obligées de quitter Coesfeld, et émigrent aux États-Unis où elles enseignent dans des paroisses de l'Ohio et du Kentucky, et plus tard dans bien d'autres endroits. Mère Maria Kristin Battles est l'actuelle mère générale de la congrégation, élue pour six ans.

## Histoire
Hilligonde Wolbring naît en 1828 aux Pays-Bas et Elisabeth (dite Lisette) Kühling en 1822 à Munster, en Allemagne. Elles étudient toutes les deux à l'école normale royale de femmes de Munster, qui forme des institutrices, et commencent à enseigner les fillettes à la paroisse Saint-Lambert de Coesfeld en Westphalie. C'est alors que les deux femmes prennent soin d'orphelins et d'enfants abandonnés tout en continuant à enseigner ; mais elles se rendent compte que les besoins sont bien plus grands. Au départ les deux institutrices prennent chez elles sept fillettes. Hilligonde, qui avait perdu jeune ses parents, dépense tout son héritage pour fonder son œuvre.
Le curé de Saint-Lambert, l'abbé Theodore Elting, suggère alors aux deux femmes d'établir une communauté religieuse afin d'avoir une base financière plus solide. Trois sœurs Notre-Dame de Namur arrivent d'Amersfoort, avec l'accord de l'évêque, pour instruire Hilligonde Wolbring  et Elisabeth Kühling, en s'inspirant de la règle de leur congrégation qui avait été fondée par sainte Julie Billiart en 1804. Hilligonde prend le nom de Sœur Maria Aloysia et Elisabeth, celui de Sœur Maria Ignatia. Elles fondent formellement leur nouvelle communauté, les Sœurs de Notre-Dame de Coesfeld, le 1er octobre 1850, et l'abbé Elting achète un couvent abandonné, St. Annenthal, pour leur servir de maison-mère. En 1855, les Sœurs de Notre-Dame de Coesfeld deviennent une communauté indépendante et le 5 octobre 1856, Mère Maria Anna, de Munster, est élue la première supérieure générale.
En 1871, le Kulturkampf établi par Bismarck, frappe le Royaume de Prusse. Il s'agit d'une tentative de séculariser l'État et de réduire l'influence de la religion catholique, notamment dans la sphère sociale. En 1875,  une loi interdit aux congrégations catholiques d'enseigner et toutes les congrégations ont six mois pour quitter le pays.
En 1874, Mgr Richard Gilmour invite Mère Maria Chrystoma (supérieure générale de 1872 à 1895) à lui envoyer six religieuses à Cleveland (dans l'Ohio), afin d'être institutrices à la paroisse. Elle accepte et en juin 1874 Mère Maria Chrystoma, Sœur Maria Aloysia et six autres religieuses s'embarquent de Brême pour les États-Unis. Deux mois plus tard, elles commencent à instruire les enfants de Cleveland et de Covington dans le Kentucky. Sœur Maria Aloysia, la fondatrice qui avait pris part au premier groupe de religieuses envoyées aux États-Unis, meurt en 1889 et est enterrée au St Joseph Cemetery de Cleveland. Sœur Maria Ignatia était déjà morte en 1869 d'un cancer.
La congrégation qui avait eu le droit de retourner en Allemagne à la fin du Kulturkampf connaît une expansion foudroyante. Elle installe en 1888 une nouvelle maison généralice en Westphalie à Mülhausen (aujourd'hui quartier de Grefrath) et en quatre ans, elle envoie près de deux cents religieuses aux États-Unis. Plus tard trois provinces sont érigées par la congrégation dans ce pays : ce sont celle de Covington, celle de Toledo et celle de Los Angeles, en Californie, tandis qu'en Allemagne trois provinces sont érigées, celle de Coesfeld (Westphalie), avec le couvent d'Annenthal comme maison provinciale; celle de Vechta (Allemagne du Nord) et celle de Mühlhausen pour la Rhénanie.
En 1900, Rome approuve l'institut et ses constitutions. En 1941, la police d'Hitler, la Gestapo, ferme toutes les maisons d'Allemagne et disperse les Sœurs. En 1947, la maison généralice s'installe à Rome. C'est aussi la grande période d'expansion de la congrégation en Outre-Mer et dans d'autres pays européens.

## Aujourd'hui
La changement des mœurs des années 1960-1980 et la crise de l'Église dans les années postconciliaires vont renverser la tendance. Les vocations se font de plus en plus rares, sauf dans certains pays du Tiers-Monde. Les trois provinces allemandes sont réunies en une seule en 2008. Les membres de la congrégation sont au nombre de 2 377 dans 291 maisons au 31 décembre 2005.
Au début du XXIe siècle, la congrégation est toujours installée sur les quatre continents. Elles sont présentes en Afrique (Kenya, Mozambique, Tanzanie, Ouganda), en Amérique (États-Unis, Brésil et Nicaragua), en Asie (Corée du Sud, Philippines, Inde et Pekalongan en Indonésie), en Europe (Allemagne, Pays-Bas, Rome en Italie, Kettering en Angleterre), ainsi qu'à Kumdi en Papouasie-Nouvelle-Guinée. Une petite communauté est retournée à Coesfeld en 2008. La nouvelle province de Coesfeld englobe désormais toute l'Allemagne, l'Italie, l'Angleterre et les Pays-Bas.